# Flotte de Beiyang
Pour les articles homonymes, voir Beiyang.
La flotte de Beiyang (chinois traditionnel : 北洋艦隊; chinois simplifié : 北洋舰队; pinyin: Běiyáng Jiànduì) était l'une des quatre flottes régionales modernisées de la Marine impériale chinoise, à la fin de la dynastie des Qing. Ces flottes furent subventionnées de façon très importante par Li Hongzhang, alors vice-roi du Zhili. La flotte de Beiyang devint rapidement la flotte dominante en Extrême-Orient avant que n'éclate la première guerre sino-japonaise de 1894-1895. Vers la fin des années 1880, on disait de la flotte de Beiyang qu'elle était « la meilleure d'Asie ».

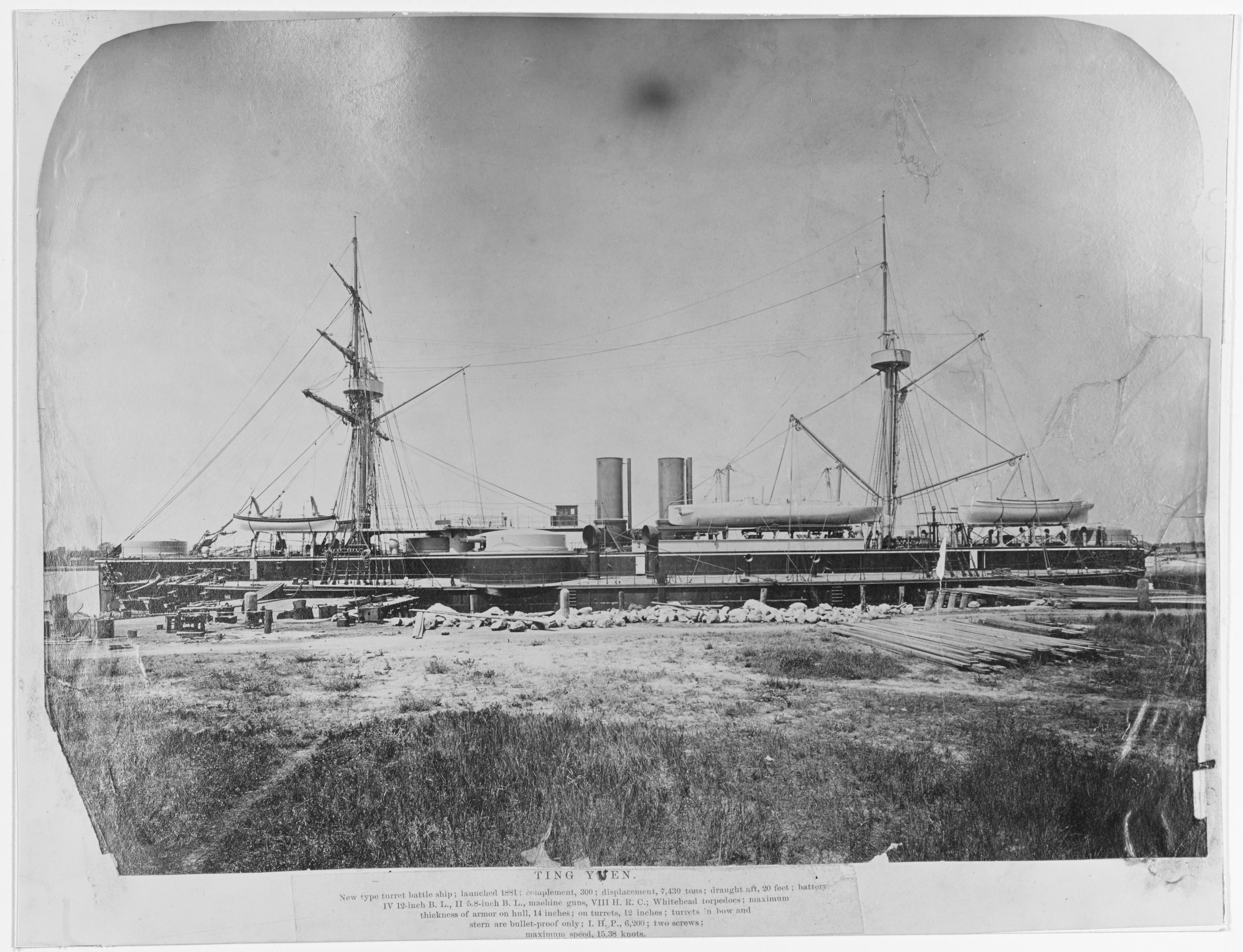
Cuirassé Dingyuan, construit par AG Vulcan Stettin en 1881 pour la flotte de Beiyang de la marine impériale chinoise.

## Création
La création de la flotte de Beiyang remonte à l'année 1871, lorsque quatre navires des provinces du sud furent transférés vers le nord pour patrouiller les mers bordant les régions septentrionales de la Chine. Stationnée dans le port de Weihai, la flotte de Beiyang fut initialement considérée comme étant la plus faible des quatre marines régionales chinoises. Ceci changea rapidement quand Li Hongzhang lui alloua la majorité des fonds destinés à la marine. En 1884, à la veille de la guerre franco-chinoise, la flotte de Beiyang était la deuxième flotte régionale la plus importante. En 1890, elle était devenue la plus importante.
À la différence des autres flottes chinoises, la flotte de Beiyang était essentiellement composée de navires de guerre importés de l'Empire allemand et du Royaume-Uni. Lorsque les vaisseaux-amiraux Dingyuan et Zhenyuan furent achetés en Allemagne, la supériorité de la flotte de Beiyang devint évidente, car l'Allemagne était alors la puissance mondiale émergente, rivalisant avec l'Empire britannique (qui dominait les mers) par la production de ses arsenaux maritimes.

## Guerre franco-chinoise

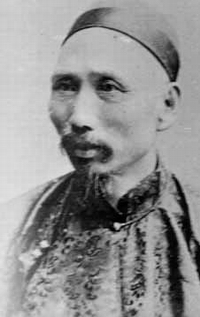
L'amiral Ding Ruchang (1836-95), l'amiral de la flotte de Beiyang. Il était issu de la cavalerie.

La flotte de Beiyang prit grand soin de rester hors de portée de l'Escadre d'Extrême-Orient de l'amiral Courbet pendant la guerre franco-chinoise. Cependant, elle pesa lourd dans les calculs du gouvernement français entre 1883 et 1884. La flotte de Beiyang devait alors prendre livraison début 1884 du Dingyuan, du Jiyuan, et du Zhenyuan, trois navires de guerre modernes en construction dans les chantiers navals allemands.
À la fin de 1884, lors qu'éclata la nouvelle de l'embuscade de Bac Le, l'amiral français Sébastien Lespès, commandant la division navale d'Extrême-Orient, croisait au large de Che Fu dans le golfe de Petchili avec les navires de guerre français La Galissonnière, La Triomphante, Le Volta (zh) et Le Lutin, cependant que la flotte de Beiyang était à l'ancre dans le port de Che Fu. Bien que la guerre fut clairement imminente, la France et la Chine demeurèrent techniquement en paix, et il fut interdit à l'amiral Lespès d'attaquer la flotte de Beiyang pendant toute la durée des efforts diplomatiques qui avaient lieu pour tenter de maintenir la paix.
En février 1885, la flotte de Beiyang détacha avec réticence deux de ses navires, le Chaoyong (en) et le Yangwei (en), pour se joindre à une sortie lancée par un certain nombre de vaisseaux de la flotte de Nanyang (en), pour briser le blocus français de Formose. Les deux navires se dirigèrent vers Shanghai pour se joindre à la flotte de Nanyang, mais furent presque immédiatement rappelés par Li Hongzhang sous le prétexte qu'ils étaient nécessaires pour surveiller les Japonais en Corée. Le résultat fut la perte de deux navires de guerre chinois de la flotte de Nanyang au combat de Shipu, le 14 février 1885. L'attitude trop prudente de Li Hongzhang ne sera ni oubliée, ni pardonnée pendant la première guerre sino-japonaise, où la flotte de Nanyang ne fera guère d'efforts pour venir à l'aide de la flotte de Beiyang.

## Problèmes
En 1888-89, la flotte de Beiyang bénéficia d’un revenu annuel d’1,3 million de taels, soit juste assez pour maintenir l’escadre existante, ses installations et ses effectifs.
La flotte a souffert du manque de formation de son personnel. L’académie navale de Tianjin pour s’approvisionner en officiers de rang inférieur. Li réorganisa l’académie en 1888, avec la volonté de s’aligner sur les standards occidentaux mais les principes ne résistèrent pas à la corruption et aux ennemis de Li qui sabotèrent le programme. La méfiance envers les formateurs étrangers, souvent exclus, le manque d’argent pour maintenir et améliorer la formation, empêchèrent l’émergence d’une génération d’officiers et de sous-officiers qualifiés.
La flotte souffrait par ailleurs d’une pénurie de munitions. À tel point qu’elle se trouvait dans l’incapacité d’organiser des entraînements à feu réel. Selon Philo McGiffin (en), conseiller naval américain du Zhenyuan, l’un des navires de la flotte, un grand nombre de munitions étaient « vieilles de treize ans et hors d’usage ».	
Elle dut subir les manquements moraux endémiques au sein-même de son commandement. Li Hongzhang avait choisi ses subordonnés pour leur loyauté plus que pour leur rectitude morale. Nombre d’officiers détournèrent l’argent public pour s’acheter les faveurs du chef des eunuques, Li Lianying.

## Composition en 1894

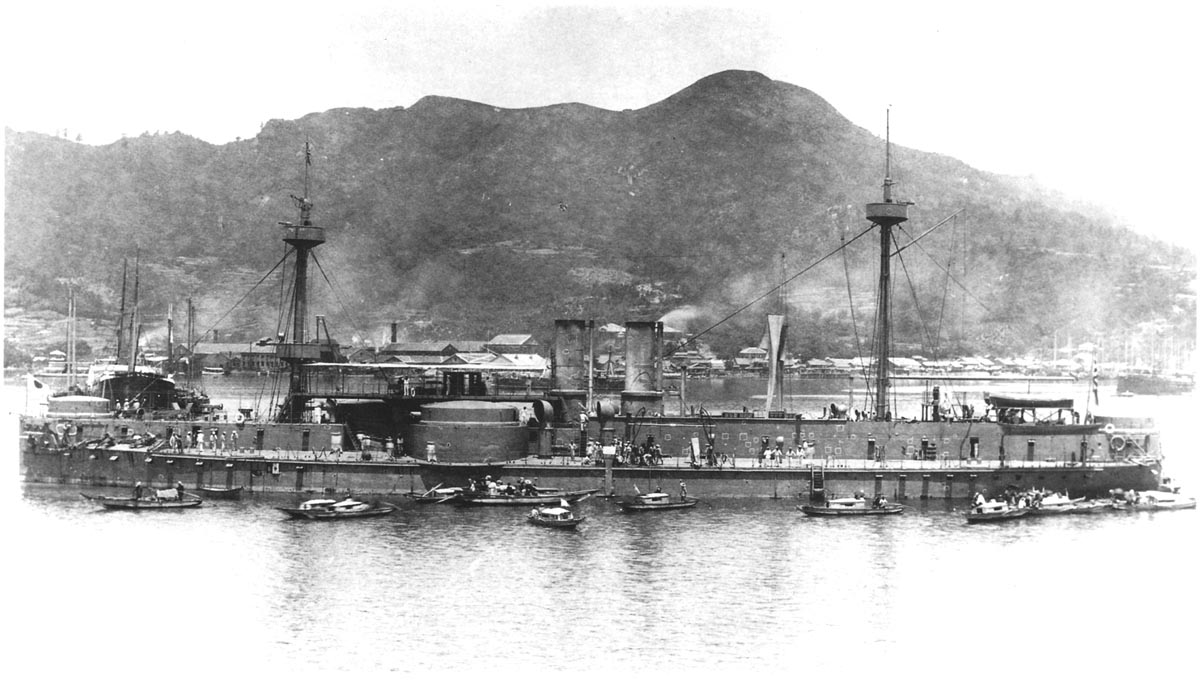
Le cuirassé Zhenyuan fut capturé par le Japon le 17 février 1894 puis servit dans la marine impériale japonaise comme prise de guerre jusqu'en 1911.

En 1894, à la veille de la guerre avec le Japon, la flotte de Beiyang était la flotte la plus puissante d'Asie. Ce n'était pourtant en théorie que l'une des quatre flottes régionales chinoises, mais en nombre, elle égalait la totalité de la marine impériale japonaise. Elle se composait à son maximum de 78 navires d'un tonnage total de 83 900 tonnes.
La fierté de la flotte de Beiyang était ses deux cuirassés, le Gindyuan et le Zhenyuan, construits en acier par les chantiers allemands.
Ente 1881 et 1889, la flotte de Beiyang acquit un escadron de huit croiseurs cuirassés ou renforcés, dont la plupart étaient construits soit en Grande-Bretagne, soit en Allemagne. Les croiseurs Chaoyong et Yangwei, qui rejoignirent la flotte en 1881 et qui furent prudemment  éloignés de la scène des combats pendant la guerre franco-chinoise par Li Hongzhang, avaient été fabriqués dans les chantiers de Laird, à Birkenhead. Trois croiseurs fabriqués en Allemagne, le Jiyuan, le Jingyuan, et le Laiyuan, furent achevés en 1887 dans les chantiers Vulcan de Stettin. Une autre paire de croiseurs, le Chingyuan et le Zhiyuan, avaient été construits par Armstrong en 1887 dans son nouveau chantier naval d'Elswick. À ces navires construits à l'étranger vint s'ajouter en 1889 le croiseur cuirassé Pingyuan, construit par le chantier naval Fuchu, appelé initialement Lonwei (龍威).
La flotte de Beiyang comptait également six canonnières non blindées, construites en Grande-Bretagne et livrées en 1879. Ces canonnières, qui avaient les mêmes spécifications, s'appelaient respectivement le Zhenbei, (« garde le nord »), le Zhendong (« garde l'est »), le Zhennan (« garde le sud »), le Zhenxi (« garde l'ouest »), le Zhenbian (« garde la frontière »), et le Zhenzhong (« garde l'intérieur »)
Les quatre premiers navires devaient initialement être alloués à la flotte de Nanyang, mais Li Hongzhang fut si impressionné par leur qualité qu'il les prit pour la flotte de Beiyang, donnant en compensation à la flotte de Nanyang quatre vieilles canonnières en service dans la flotte de Beiyang depuis 1876.
La flotte de Beiyang comprenait aussi toute une série de bateaux lance-torpille. Leur nombre est incertain, car ces navires n'étaient pas systématiquement répertoriés, mais on en connait cependant quelques détails. Ainsi, quatre bateaux lance-torpille de 16 tonnes avaient été construits en 1883 au chantier Vulcan de Stettin. À partir de 1888, la construction de navires neufs fut arrêtée pour causes d'autre priorités budgétaires.
En 1890, l’infrastructure de la base navale de Port-Arthur destinée à la flotte de Beiyang fut construite et terminée par une firme française pour un coût total de 3 millions de taels.

## Guerre sino-japonaise de 1894-1895
Invoquant sa responsabilité dans les affaires de Choson, en 1894, la Marine impériale japonaise déclencha la première guerre sino-japonaise. Du fait de manque de ressources financières du gouvernement chinois et du programme naval intensif qu'avaient mené les Japonais, les forces naguère supérieures de la flotte de Beiyang commençaient déjà à accuser un certain retard. Lors de la bataille du fleuve Yalu, en 1894, la flotte de Beiyang souffrit des pertes lourdes dues à l'attaque-surprise des Japonais et à l'infériorité de son propre équipement, pour être finalement anéantie à la bataille de Weihaiwei.
L’amiral Ding se vit proposer l’asile politique au Japon par son homologue japonais Itō Sukeyuki. Mais Ding Ruchang refusa et préféra se suicider par overdose d’opium dans son quartier-général de l’île Liugong. Son second, l’amiral Liu Buchan, ordonna le sabordage de son navire avec des explosifs, avant de se tuer à son tour. Les restes de la flotte de Beiyang se rendirent aux Japonais.
Après sa mort, Ding fut blâmé pour la défaite par le gouvernement Qing, et tous ses rangs et positions lui furent retirés à titre posthume jusqu’à sa réhabilitation en 1911.
Quelques tentatives de reconstruction de la flotte eurent lieu après la guerre, mais la flotte de Beiyang ne devait plus jamais retrouver son lustre d'antan et fut réorganisée en 1909 sous le nom de Flotte de mer tandis que la flotte de Nanyang devient la Flotte de rivière.